# Hypanua
Hypanua is een geslacht van vlinders van de familie spinneruilen (Erebidae), uit de onderfamilie Catocalinae.

## Soorten
- H. dinawa Bethune-Baker, 1906
- H. roseitincta Hampson, 1918
- H. xylina (Distant, 1898)